# Nora Gjakova
Nora Gjakova (født 17. august 1992) er en kosovosk judoka.
Hun vandt guld ved kvindernes -57 kg-konkurrence ved Sommer-OL 2020 i Tokyo.

## Karriere
Den 21. april 2016 vandt hun bronze ved EM i judo 2016 i Kazan, Rusland. To år senere vandt hun guld ved EM i judo 2018 i Tel Aviv, Israel ved at slå Theresa Stoll fra Tyskland i finalen. Hun vandt bronze ved VM i judo 2021 i Budapest.
I 2021 vandt hun også bronze ved World Masters i Doha, Qatar.
Få måneder senere vandt hun guld i sin vægtklasse ved Sommer-OL 2020.
Hendes bror Akil Gjakova er også Judoka.

## Eksterne henvisininger
- Nora Gjakovas profil på Olympics.com (engelsk)
- Nora Gjakovas profil på Olympic.org (arkiveret) (engelsk)
- Nora Gjakovas profil på Sports-Reference OL-resultater (arkiveret) (engelsk)
- Nora Gjakovas profil på Olympedia (engelsk)
- Nora Gjakova hos JudoInside.com (engelsk)